# 1998 AC8
1998 AC8 är en asteroid i huvudbältet som upptäcktes den 2 januari 1998 av LINEAR i Socorro County, New Mexico.
Asteroiden har en diameter på ungefär 13 kilometer och den tillhör asteroidgruppen Themis.